# Jérôme Franssen
Jérôme Franssen (Aken, 5 juni 1982) is een Belgisch Duitstalig politicus voor de CSP.

## Levensloop
Na studies aan de Rheinisch-Westfälische Technische Hochschule in Aken en de Johann Wolfgang Goethe Universität in Frankfurt am Main behaalde Franssen een master in geschiedenis, politieke wetenschappen en filosofie. Hij werkte van 2013 tot 2023 als leraar geschiedenis, aardrijkskunde en humane wetenschappen op de secundaire school Maria Goretti in Sankt-Vith.
Voor de partij CSP zetelde Franssen van november 2014 tot juli 2024 in de gemeenteraad van Raeren. Na het vormen van een nieuwe bestuursmeerderheid werd Franssen in april 2021 burgemeester van de gemeente.
Van februari 2017 tot april 2021 was hij eveneens lid van het Parlement van de Duitstalige Gemeenschap. Hij volgde in deze functie Marion Dhur op, die besloot om zich voltijds op het burgemeesterschap van Burg-Reuland te concentreren. Van november 2017 tot mei 2019 was hij er CSP-fractievoorzitter, een functie die hij van september 2020 tot april 2021 opnieuw uitoefende. Na zijn beëdiging als burgemeester diende hij ontslag te nemen als parlementslid, omdat deze functies niet gecombineerd mochten worden.
In november 2020 werd hij met 71,5 procent van de stemmen verkozen tot voorzitter van de CSP, waar hij al sinds 2009 in de raad van bestuur zetelde.
Bij de Duitstalige Gemeenschapsverkiezingen van 9 juni 2024 werd Franssen als lijsttrekker van de CSP opnieuw verkozen in het Parlement van de Duitstalige Gemeenschap. Daarom nam hij ontslag als burgemeester (en gemeenteraadslid) van Raeren. Vervolgens werd hij op 1 juli 2024 viceminister-president en minister van Onderwijs, Opleiding en Werkgelegenheid in de Duitstalige Gemeenschapsregering.